# Innergemeinschaftlicher Erwerb (Deutschland)
Der innergemeinschaftliche Erwerb (kurz i.g.E.) ist das Gegenstück zur innergemeinschaftlichen Lieferung oder zum innergemeinschaftlichen Verbringen. Mit Hilfe dieser umsatzsteuerlichen Regelungen wird erreicht, dass Lieferungen unter Unternehmern grundsätzlich im Staat des Erwerbers versteuert werden (Bestimmungslandprinzip). Dieses Prinzip gilt einheitlich in der Europäischen Union, um die Umsatzbesteuerung im Staat des Endverbrauchs zu erreichen.
Ein innergemeinschaftlicher Erwerb kann auch durch Privatpersonen erfolgen, wenn neue Fahrzeuge (Land-, Wasser- und Luftfahrzeuge) aus einem anderen EU-Staat erworben werden.

## Begründung für die Besteuerung
Das Rechtsinstrument des innergemeinschaftlichen Erwerbs, korrespondierend mit der innergemeinschaftlichen Lieferung, hat das bis einschließlich 1992 in den einzelnen Mitgliedstaaten der damaligen europäischen Gemeinschaft geltende Zollrecht ersetzt. Es ist der steuerrechtlich bedeutsamste Teil des Europäischen Binnenmarktes, denn statt der Zollabfertigung an den Grenzen der Mitgliedstaaten ist durch den Tatbestand des steuerpflichtigen i.g.E. die Umsatzversteuerung durch den Erwerber getreten.

## Rechtliche Grundlagen

### Voraussetzungen für einen innergemeinschaftlichen Erwerb
In Deutschland wird der innergemeinschaftliche Erwerb in § 1a des Umsatzsteuergesetzes geregelt. Ein Geschäft muss folgende Voraussetzungen erfüllen, um einen innergemeinschaftlichen Erwerb zu begründen:

#### Gelangensvoraussetzung
Der gelieferte Gegenstand muss physisch von einem Mitgliedstaat in den anderen gelangen. Wird der Gegenstand also beispielsweise im Mitgliedsstaat des Beginns des Transports zerstört, liegt keine innergemeinschaftliche Lieferung und kein innergemeinschaftlicher Erwerb vor.

#### Erwerbervoraussetzung
Der Erwerber, der den innergemeinschaftlichen Erwerb zu versteuern hat, muss den Gegenstand für sein Unternehmen erwerben. Indem er dem Lieferanten seine Umsatzsteuer-Identifikationsnummer mitteilt, signalisiert er, dass diese Voraussetzung erfüllt ist.
Grundsätzlich darf der Erwerber kein Kleinunternehmer sein. Führt der Erwerber steuerfreie Umsätze aus (z. B. Heilbehandlungen eines Arztes), muss differenziert werden. Diese sogenannten Halbunternehmer zahlen wie Privatpersonen die Umsatzsteuer, die im Ursprungsland zu entrichten ist, an den Lieferanten und müssen sich dafür nicht um eine Erwerbsbesteuerung im Inland kümmern. Sobald dieser Unternehmer aber Erwerbe aus dem EU-Ausland im Wert von mehr als jährlich 12.500 € hat (Erwerbsschwelle), fällt diese Vereinfachungsregelung weg und der Unternehmer muss eine Umsatzsteueridentifikationsnummer beantragen und innergemeinschaftliche Erwerbe versteuern.
Dieser Personenkreis kann auch freiwillig auf diese Vereinfachungsregelung verzichten. Dieser Verzicht bindet den Unternehmer für zwei Jahre. Für die Ausübung des Verzichts reicht es, dem Lieferanten seine Umsatzsteueridentifikationsnummer vorzulegen. Diese Option ist sinnvoll, wenn die inländische Umsatzsteuer niedriger ist als der Umsatzsteuersatz des Lieferanten.
Bei der innergemeinschaftlichen Lieferung neuer Fahrzeuge liegt auch bei Lieferungen an Privatpersonen ein innergemeinschaftlicher Erwerb vor, so dass der Erwerber die Erwerbsbesteuerung durchführen muss (§ 1b).

#### Lieferantenvoraussetzung
Der Lieferant darf kein Kleinunternehmer sein und muss die Lieferung im Rahmen seines Unternehmens erbringen. Diese Voraussetzung bestätigt der Lieferant, indem er die Lieferung steuerfrei unter der Angabe seiner Umsatzsteuer-Identifikationsnummer erbringt.

### Sonderfall Verbringen
§1a Abs. 2 UStG ist das Gegenstück zum innergemeinschaftlichen Verbringen. Ist ein Unternehmer in mehreren Ländern tätig, muss er einen innergemeinschaftlichen Erwerb versteuern, sobald er einen Gegenstand permanent in ein anderes EU-Land überführt, zum Beispiel weil er Artikel zu einer Messe fährt und dort verkauft. Der Unternehmer muss also in mehreren Mitgliedstaaten registriert sein und entsprechende Umsatzsteuer-ID-Nummern besitzen. Dieser Regelung liegt wieder das Bestimmungslandprinzip zugrunde.

### Ort des innergemeinschaftlichen Erwerbs
Nach § 3d ist der Ort des innergemeinschaftlichen Erwerbs dort, wo sich der Gegenstand am Ende der Beförderung befindet. Wird ein Gegenstand also von Frankreich nach Deutschland befördert, liegt der Ort in Deutschland, und der innergemeinschaftliche Erwerb ist in Deutschland steuerbar.
Verwendet der Erwerber eine andere Umsatzsteuer-ID-Nummer als die deutsche, muss zusätzlich noch im Land der ID-Nummer ein Erwerb versteuert werden. Der innergemeinschaftliche Erwerb in Deutschland wird hiervon aber nicht überdeckt, er muss weiterhin besteuert werden. Für den zweiten Erwerb im Ausgabestaat der ID-Nummer ist nach EuGH- und BFH-Rechtsprechung kein Vorsteuerabzug mehr möglich. So soll das Bestimmungslandprinzip durchgesetzt werden.

### Steuerbarkeit, Steuerbefreiungen
Liegen alle Voraussetzungen vor, ist der Erwerb im Inland steuerbar nach §1 Abs. 1 Nr. 5 UStG. Der Erwerb kann nach § 4b UStG steuerfrei sein. Die Steuerbefreiungen für Lieferungen nach § 4 finden keine Anwendung.

### Bemessungsgrundlage, Steuersatz
Wie auch bei inländischen Lieferungen ist die Bemessungsgrundlage nach § 10 das Entgelt, beim Verbringen wird der Einkaufspreis angesetzt. Je nach Ware beträgt der Steuersatz in Deutschland 7 oder 19 % (vorübergehend vom 1. Juli bis 31. Dezember 2020: 5 % oder 16 %).

### Steuerentstehung, Steuerschuldner, Vorsteuerabzug
Die Steuer entsteht mit Ausstellung der Rechnung, spätestens im Monat, der auf den Erwerb folgt (§ 13 Abs. 1 Nr. 6 UStG). Der Erwerber schuldet die Steuer.
Gleichzeitig kann der Erwerber die Umsatzsteuer wieder als Vorsteuer abziehen, wenn nicht Ausschlusstatbestände greifen (zum Beispiel, wenn die Waren für bestimmte steuerfreie Umsätze verwendet werden). Hier gelten die gleichen Prinzipien wie beim Vorsteuerabzug aus im Inland ausgeführten Lieferungen an den Erwerber (vgl. § 15 Abs. 1 Satz 1 Nr. 3 UStG).